# نص أرنب (فلم)

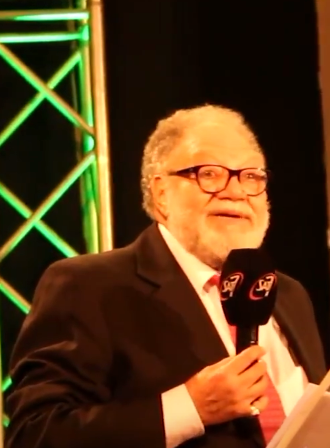
يحيى الفخراني في دور سراج

نص أرنب (و تعنى في لغة السوق الدارجة في مصر: نصف مليون جنيه): هو فيلم مصري يحكي عن شنطة فيها نص أرنب. 
نص ارنب هو فلم مصري مليء بالتشويق والإثارة يعود محمد خان بفيلم (نصف أرنب) عام 1982 إلى أفلام العنف والإثارة للمرة الثالثة، ويقدم من خلاله عملاً مثيراً وممتعاً وسريع الإيقاع، يعد من أفضل ما قدمته السينما المصرية في مجال الحركة (الأكشن) منذ سنوات.

## قصة الفيلم
يتناول الفيلم رحلة شنطة تحوي نصف مليون جنيه، منذ خروجها من البنك وحتى ضياعها في النيل. ومن خلال هذه الرحلة تبرز لنا أحداث مثيرة وشخصيات كثيرة أعطت للفيلم طابعه البوليسي. فنحن أمام موظف بسيط يدعى يوسف (محمود عبد العزيز)، يعمل في أحد البنوك وليس له دخل سوى راتبه الشهري. متخرج من الجامعة منذ خمس سنوات ويعمل على توفير عش الزوجية مع خطيبته التي تحلم بالشقة التي تظهر في إعلانات التليفزيون.
هذا الموظف.. نراه يستلف من زميله جنيه واحد ويرده أخر الشهر، بينما تمر تحت يده كل يوم ملايين الجنيهات. يتورط في إحدى عمليات عصابة للمخدرات بطريق الخطأ، وتدفعه رغبة خفية بالدخول في مغامرة خطرة ومجنونة من أجل نصف مليون جنيه. فهو يعاني من الكثير من الضغوط الاقتصادية والاجتماعية، ويعيش حالة نفسية غير مستقرة من جراء ما يشاهده ـ على صعيد أسرته فقط ـ من تحولات سلوكية لمجاراة الوضع السائد في المجتمع ككل. فوالدته تصر على سلك طرق ملتوية لطرد السكان الحاليين وزيادة الأجور، وتوافق على زواج ابنتها خريجة كلية الآداب من شاب ميكانيكي، ضاربة عرض الحائط بالتكافؤ العلمي والفكري بين الزوجين، في سبيل المال والثروة. أما رفاعي (سعيد صالح) فهو عضو صغير في العصابة ومضحوك عليه، وظيفته القيام بعملية التبادل بين الفلوس والمخدرات، دون معرفته بأنه يحمل الملايين ويأخذ بالمقابل جنيهات قليلة. هو أيضاً دفعته ظروفه الحياتية الاقتصادية الصعبة للدخول في هذه اللعبة القذرة والخطرة. أما في الجانب الآخر فيوجد الرؤوس الكبيرة في العصابة، الطبقة الجديدة التي أثرت بطرق غير مشروعة وبوسائل وأساليب مشبوهة، وأبرز هذه الأساليب ظاهرة الاتجار بالمخدرات، تجارة تدر الملايين، أو بالأحرى الأرانب بلغة هؤلاء الانفتاحيين، وعلى رأسهم سراج منير (يحيي الفخراني).
يتناول محمد خان في فيلمه (نصف أرنب)، ذلك التحول الخطير الذي حصل لتصرفات الناس وأسلوبهم في الحياة، فبعد أن كان هدفهم هو الوصول إلى حياة إنسانية كريمة، أصبح الآن الوصول إلى الحقائب المحشوة بالأوراق النقدية والجري وراء الربح السريع والحلم بالثروة المزيفة، هو ما يسعون إليه اليوم. والفيلم لا يعالج هذه الفكرة بطريقة الوعظ والإرشاد المباشر، وإنما يبرزها من خلال مشاهد قصيرة وسريعة متفرقة هنا وهناك بين ثنايا الفيلم. فالإشارة إلى أسباب الثراء وأسباب الفقر تتجسد من خلال مشهد صرف سراج لشيك من فئة نصف مليون جنيه، وانتظار تلك العجوز المكسورة الخاطر لدورها في الطابور لاستلام حوالة بمبلغ مائة وعشرون جنيه فقط، مرسلة من ابنها المغترب في كندا. كما أن هناك مشهد معبر وذكي يجمع فيه محمد خان قادة عصابة تهريب المخدرات فوق إحدى العمارات الشاهقة حديثة البناء، ليطلون على القاهرة ذات العشرة ملايين نسمة، والغافلة عن هذه المخططات والصفقات المسمومة التي يقدمونها لهم كل يوم. أما مشهد إلقاء يوسف للحقيبة التي تحوي النصف أرنب في النيل، فهو يأتي تعبيراً عن أن ظاهرة الجشع من أجل الفلوس ليست بحاجة للغوص في قاع المجتمع لبحثها ومناقشتها، وإنما هي واضحة وظاهرة على السطح، فقط تريد من يتصدى لها بجرأة وأمانة.

## بطولة
- يحيى الفخراني
- محمود عبد العزيز
- سعيد صالح
- توفيق الدقن
- ناهد سمير